# Nghe An
Nghe An (vietnamita: Nghệ An) é uma província do Vietnã.